# بخش آمبلا
بخش آمبلا (به انگلیسی: Ambala district) یک منطقهٔ مسکونی در هند است که در Ambala division واقع شده‌است. بخش آمبلا ۱٬۵۶۹ کیلومتر مربع مساحت و ۱٬۱۲۸٬۳۵۰ نفر جمعیت دارد.